# 325366 Asturias
325366 Asturias este o planetă minoră (asteroid) din centura de asteroizi. A fost descoperită pe 24 august 2008 la Observatorio de La Cañada⁠(d) de Juan Lacruz⁠(d). 
Obiectul prezintă o orbită caracterizată de o semiaxă mare de 3,0727533398588 UAi, o excentricitate de 0,16, o înclinație de 13,9 ° în raport cu ecliptica.